# Paul Nash
Paul Nash, né à Londres le 11 mai 1889 et mort à Boscombe le 11 juillet 1946, est un peintre et graveur sur bois britannique.
Il travailla en tant qu'artiste officiel des deux guerres mondiales et s'attacha à peindre l'horreur des tranchées et les patrouilles des avions de chasses.
Ses productions sont essentiellement des petites huiles, aquarelles et pastels, ainsi que des gravures et des photographies.

## Principales œuvres
- Oppy Wood, 1917 (Bois Oppy), Imperial War Museum, Londres, Royaume-Uni ;
- We are making a New World, 1918 (Nous fabriquons un Nouveau Monde), Imperial War Museum, Londres, réalisé d'après son aquarelle Sunrise, Inverness Copse ;
- The Ypres Salient at Night, 1918 (Le saillant d'Ypres de nuit), Imperial War Museum, Londres ;
- Mineral Objects, 1939 (Objets minéraux), Centre d'art britannique de Yale, New Haven, États-Unis :
- Circle of Monoliths, 1937-1938 (Cercle de monolithes), City Art Gallery, Leeds, Angleterre ;
- Monster Field, 1939, Durban Art Gallery, Afrique du Sud.

Œuvres de Paul Nash
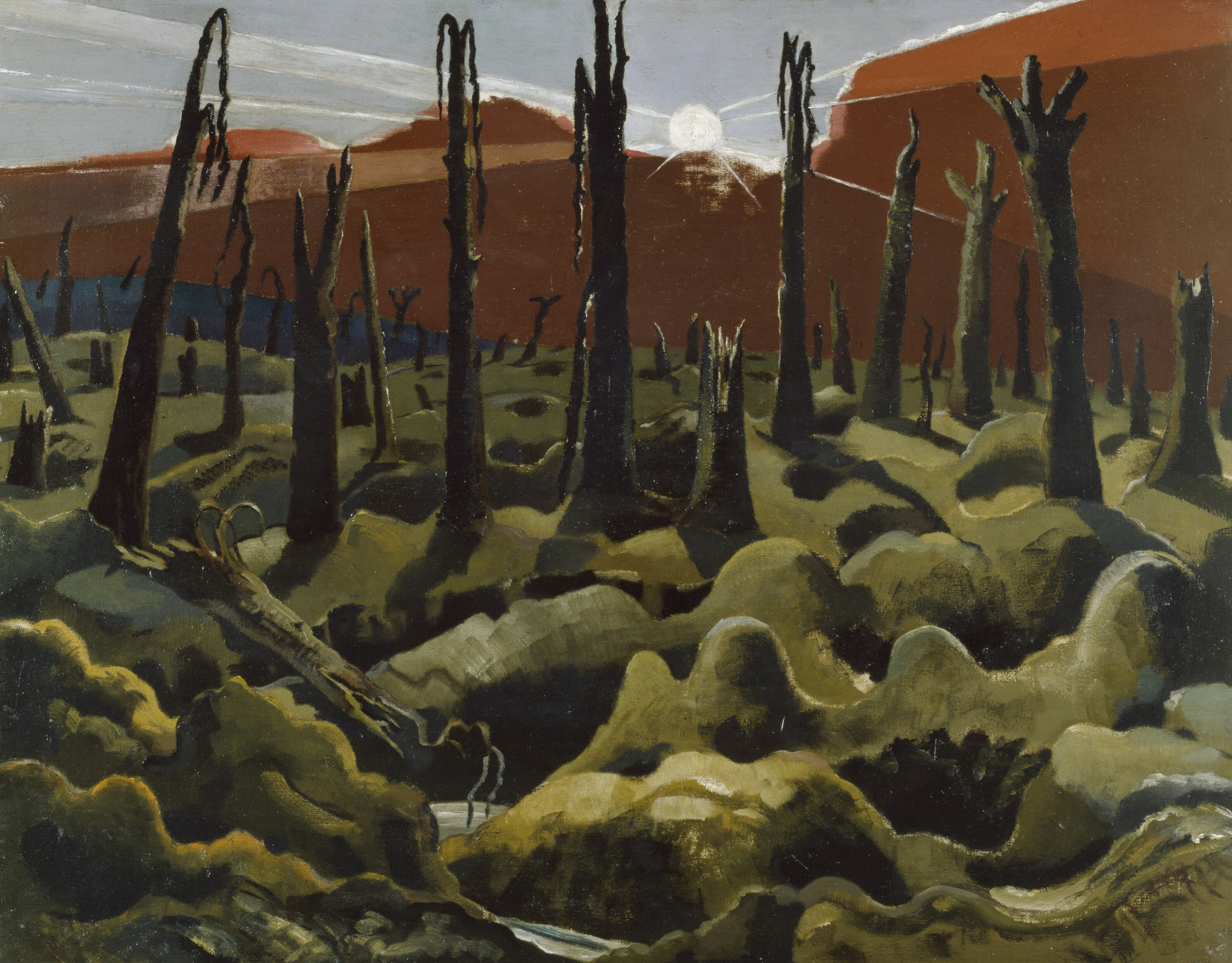
We are making a New World, 1918 (Nous fabriquons un Nouveau Monde).
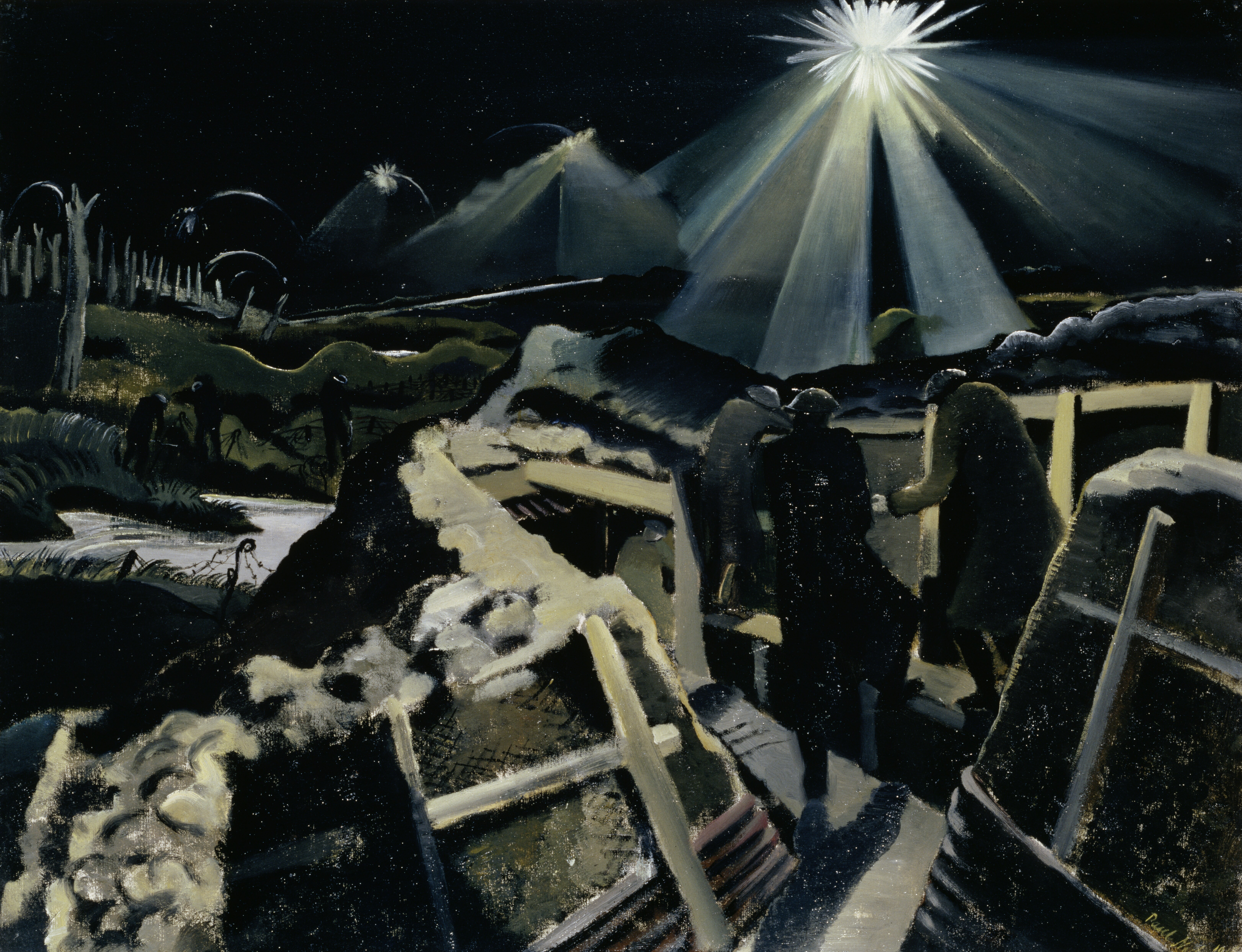
The Ypres Salient at Night, 1918 (Le saillant d'Ypres de nuit).
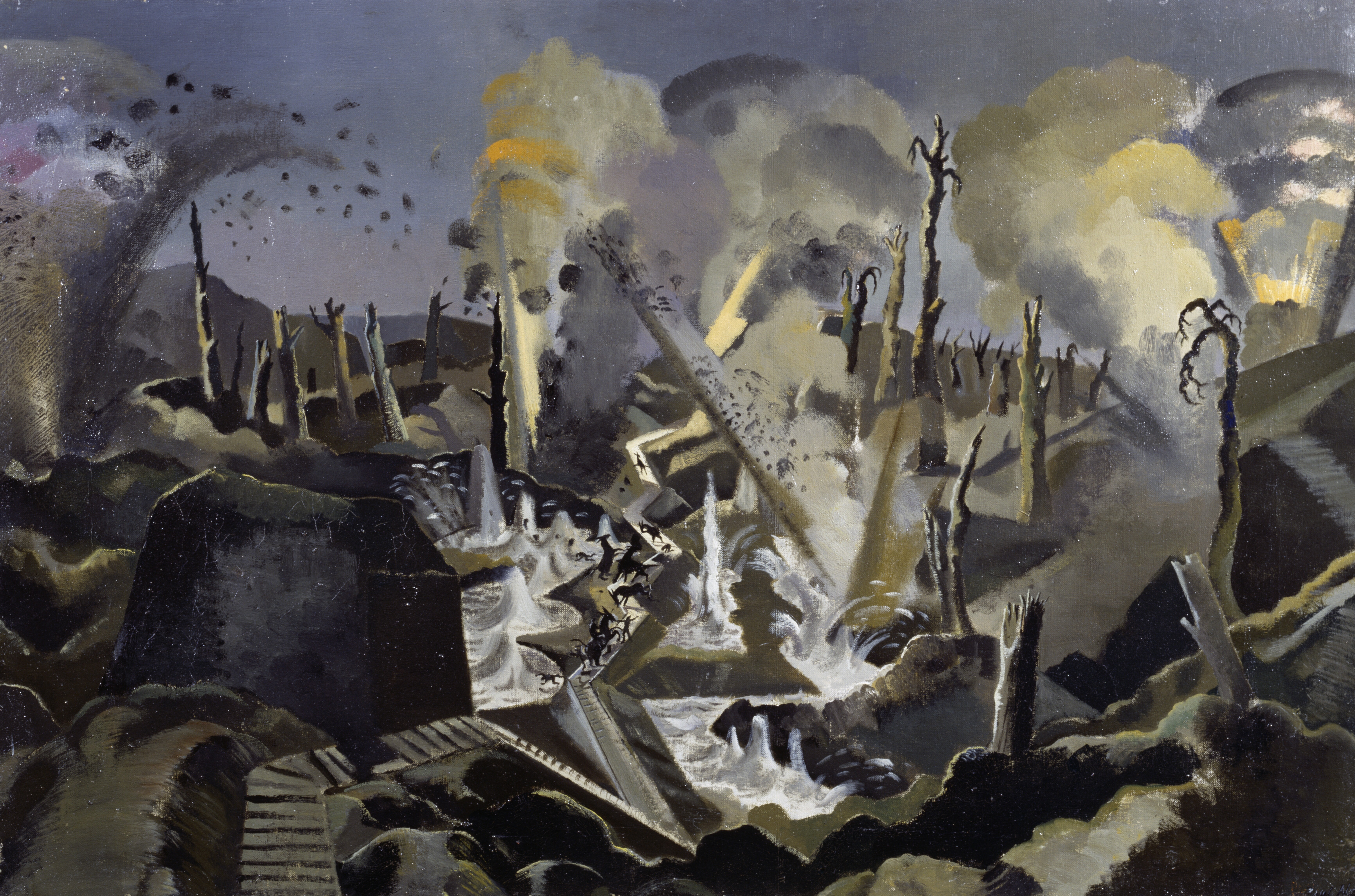
The Mule Track, 1918 (La piste de la mule).
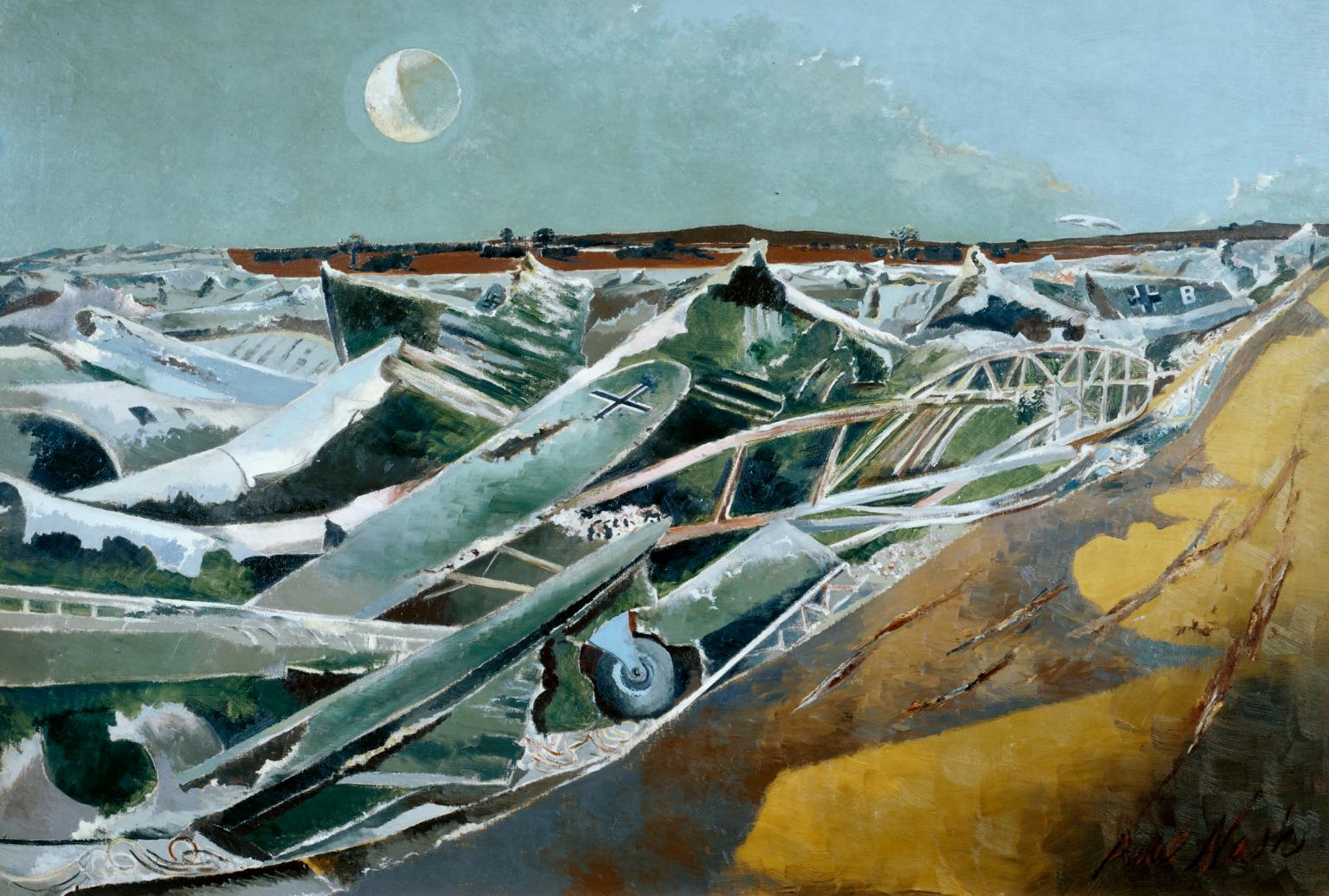
Totes meer, 1940 (Mer morte). Peint sur base de croquis faits au dépôt de carcasses de l'Usine d'Oxford.
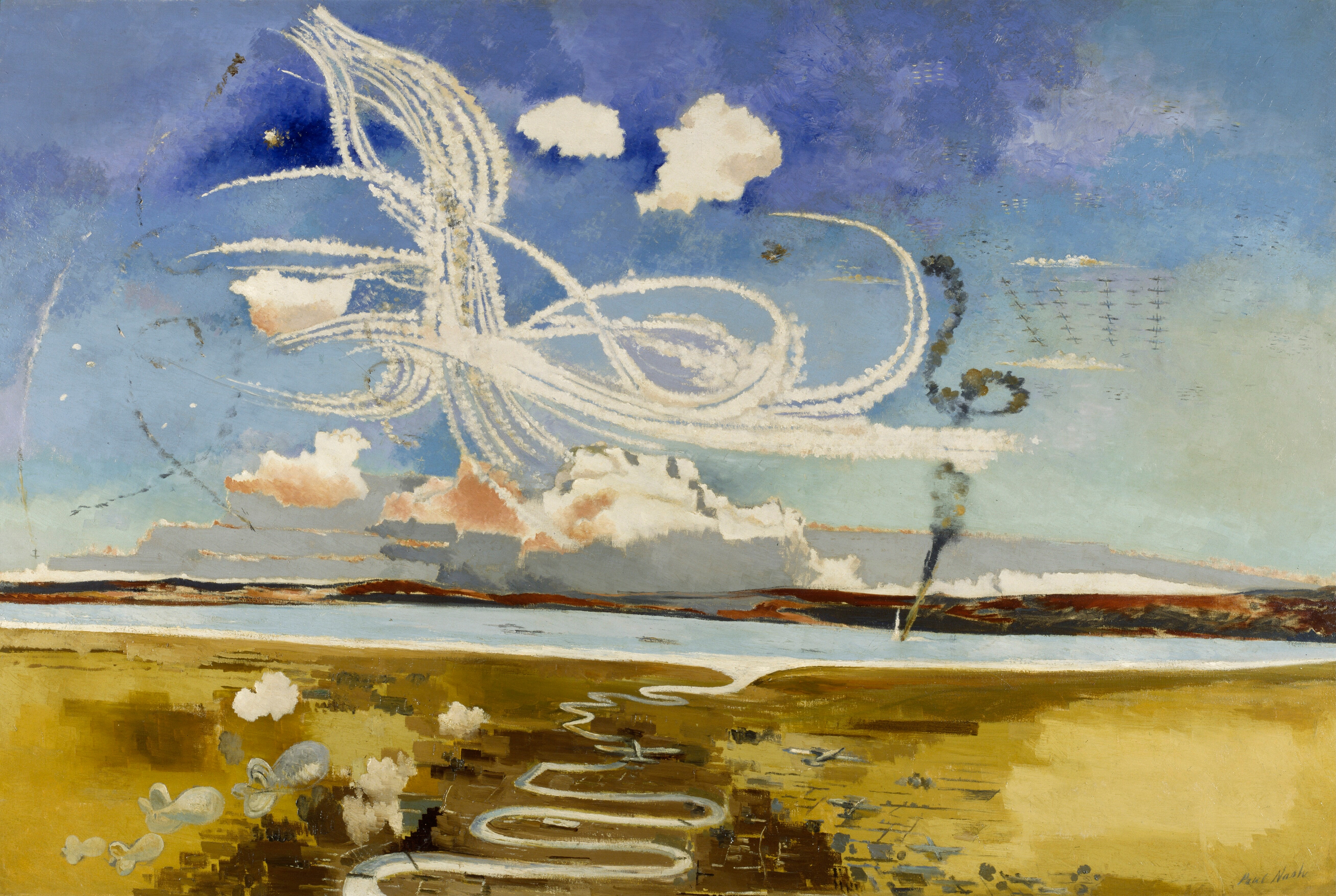
Battle of Britain, 1941 (La bataille d'Angleterre).
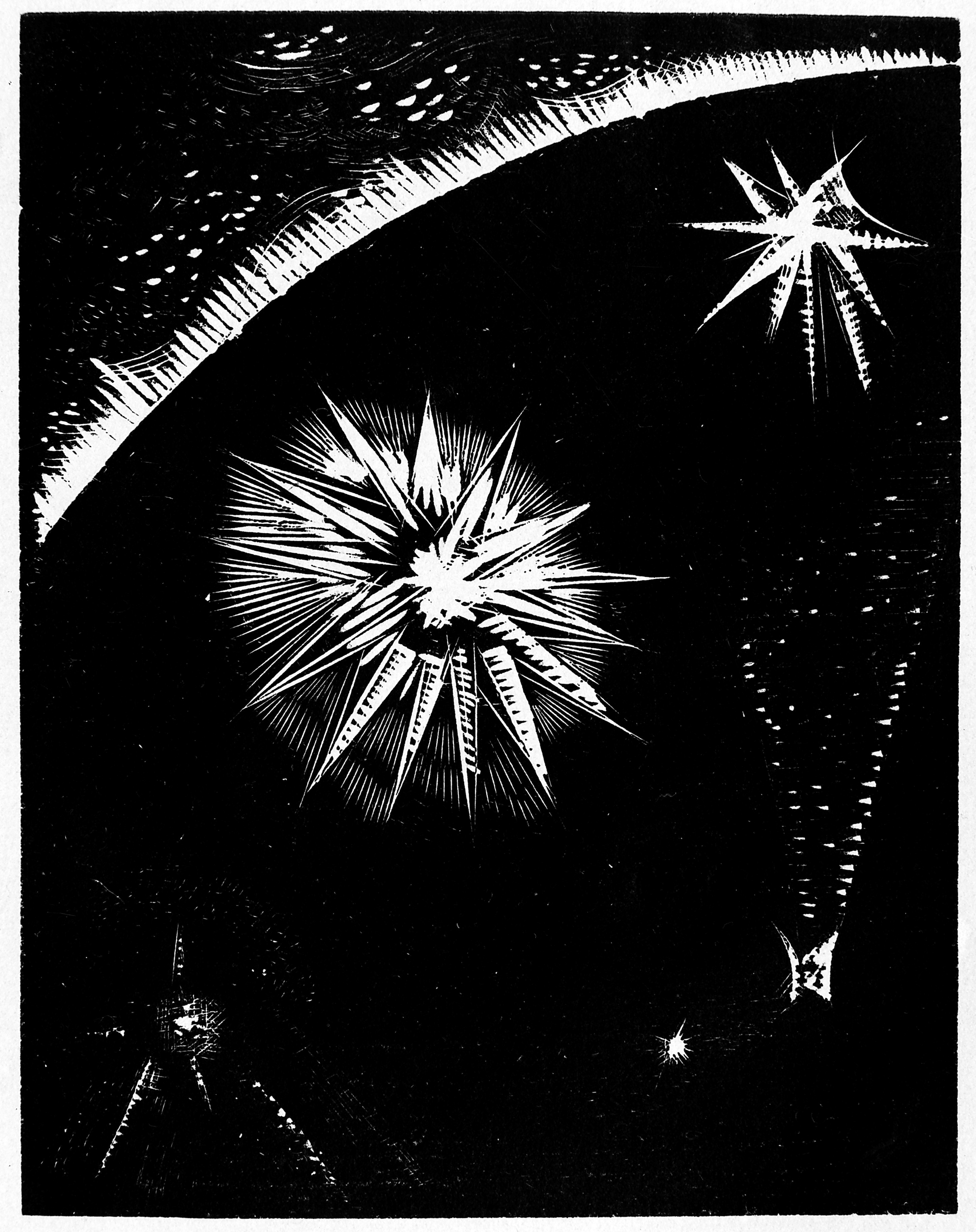
The creation of the starry firmament (La création du firmament étoilé).

## Élèves
- Edward Bawden (en)
- Eric Ravilious